# Минко Кавалджиев
Минко Славов Кавалджиев е български офицер-вицеадмирал, от Военноморските сили на България.

## Биография
Роден е на 24 ноември 1952 г. в Сливен. През периода 1971 – 1976 г. учи във Висшето военноморско училище „Никола Йонков Вапцаров“ специалност „Корабоводене“. Завършва Военноморската академия в Санкт Петербург, Русия през 1985 г. и генералщабния курс на Военна академия „Г. С. Раковски“ през 1997 г. Преминал е подготовка по английски език в школи и курсове във Военна академия „Г.С. Раковски“, в Канада и във Великобритания.
Служил е като командир на бойна част и помощник-командир на морски тралчик и командир на рейдов и базов миночистачен кораб. Преминал е през длъжностите дивизионен специалист, началник на щаб на дивизион и командир на дивизион миночистачни кораби във Военноморска база Бургас. Службата му продължава в Генералния щаб на Българската армия, където последователно е заемал длъжностите старши помощник, заместник-началник и началник на отдел ВМС в Оперативно управление на ГЩ.
На 1 септември 1997 г. е назначен за командир на Военноморска база – Бургас. На 7 юли 2000 г. е удостоен с висше военно звание бригаден адмирал. На 6 юни 2002 г. е освободен от длъжността командир на Военноморската база – Бургас и назначен за началник на управление „Планиране на отбраната и въоръжените сили“ на Генералния щаб. На 3 май 2004 г. е освободен от длъжността началник на управление „Планиране на отбраната и въоръжените сили“ в Генералния щаб на Българската армия, назначен за началник на Главния щаб на Военноморските сили и удостоен с висше офицерско звание контраадмирал, като на 4 май 2005 г. е преназначен на същата длъжност. На 25 април 2006 г. е назначен за командващ на Военноморските сили, считано от 1 юни 2006 г. На 26 април 2007 г. е удостоен с висше офицерско звание вицеадмирал.
На 1 юли 2009 г. е освободен от длъжността командващ на Военноморските сили и назначен за началник на щаба по подготовката на Военноморските сили, като с указ от същата дата е освободен от тази длъжност и назначен за заместник-началник на отбраната, считано от 30 юни 2009 г.
На 17 ноември 2011 г. е награден с орден „За военна заслуга“ първа степен за дългогодишна безупречна служба, принос за развитието и укрепването на Българската армия и заслуги към отбраната на страната. На 17 ноември 2011 г. вицеадмирал Минко Кавалджиев е освободен от длъжността заместник-началник на отбраната и от военна служба, считано от 24 ноември 2011 г.. Снет на 24 ноември 2015 г. от запаса поради навършване на пределна възраст за генерали и адмирали 63 г.

## Семейство
Вицеадмирал Кавалджиев е женен и има две дъщери.